# László Barsi (sollevatore)
László Barsi (Miskolc, 16 luglio 1962) è un ex sollevatore ungherese campione mondiale nel 1987 e medagliato europeo, che gareggiò nella categoria dei pesi massimi leggeri.

## Carriera
Militò nella squadra Diósgyöry Súlyemelö Club, e fu per sei volte campione ungherese dei pesi massimi leggeri (1983, 1984, 1991, 1993, 1995, 1996). A livello internazionale fu campione mondiale a Ostrava nel 1987, vincendo inoltre due medaglie di bronzo a Mosca nel 1983 e a Sofia nel 1986. Ai campionati europei vinse una medaglia di bronzo a Mosca nel 1983 e una d'argento a Reims nel 1987. Agli europei del 1986 di Karl-Marx-Stadt si classificò quarto.
Partecipò a due edizioni dei Giochi olimpici: a Seul nel 1988, dove non terminò la gara, e a Barcellona nel 1992, piazzandosi al 14º posto.
Dopo il ritiro dall'attività agonistica, dal 2006 si dedicò alla politica, nelle liste dello Jobbik Magyarországért Mozgalommal, del quale fu eletto presidente nel gennaio 2010. In quest'ultimo anno fu anche candidato sindaco nella città di Mezőkövesd, arrivando terzo con il 17% degli elettori.